# 趙俶
趙俶，字本初，山陰（今浙江绍兴）人。明朝初期政治人物。
元朝鄉試中式。明洪武六年，趙俶被授为國子博士。当初朱元璋曾对趙俶、錢宰、貝瓊等人说，“你等人要用孔子儒家等经书为教，千万不要采用苏秦、张仪等纵横家的言论。”诸位大臣顿首受命。此后趙俶请求颁布《十三經》而排除《战国策》等书籍于国子监外。之后趙俶在国子监教学，后升任翰林院待制，获赐內帑錢治裝。享年81岁。
其子趙圭玉，任兵部侍郎，出任萊州知州。